# Jacques-Louis David

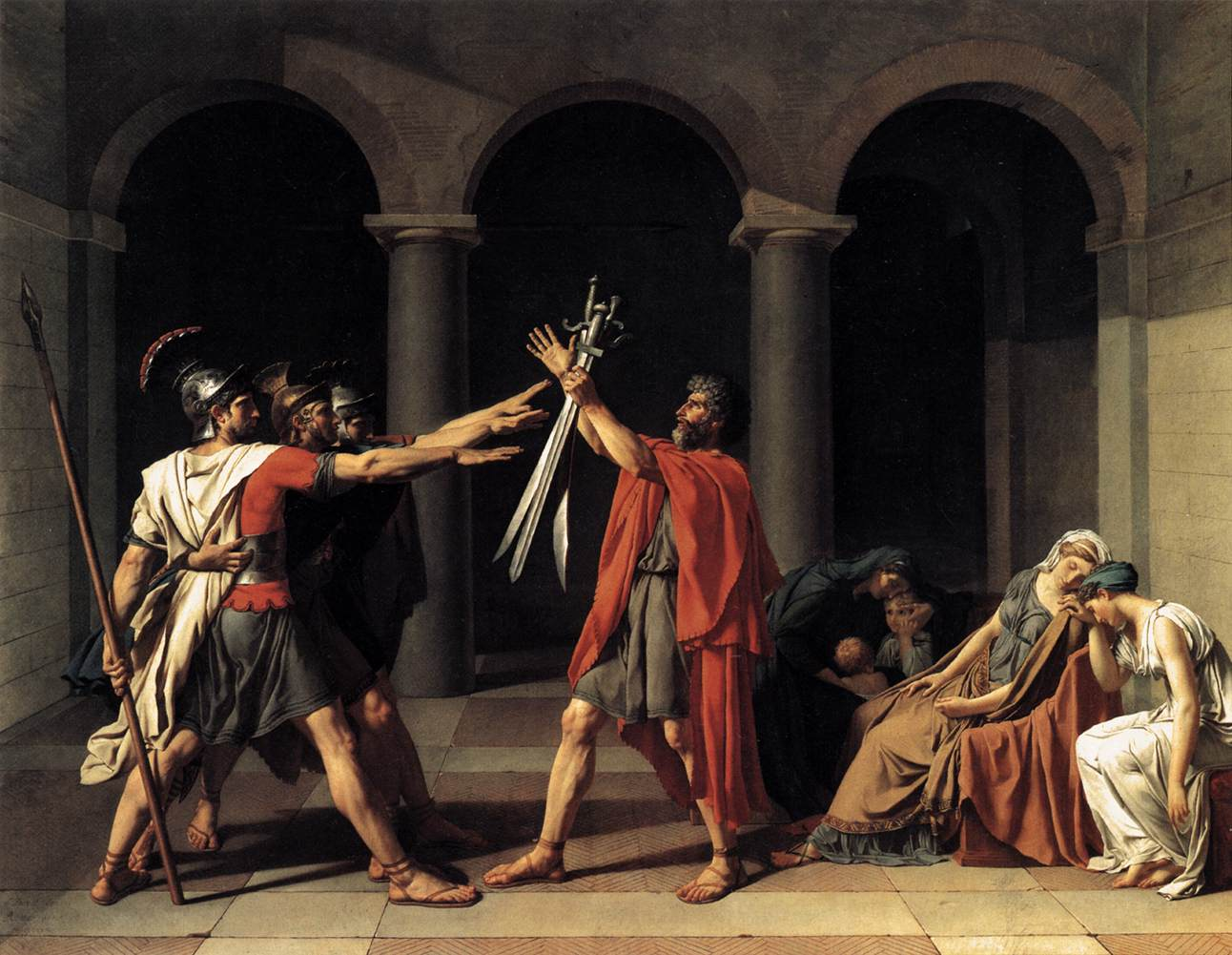
Horatiernas ed (1784). Louvren, Paris.

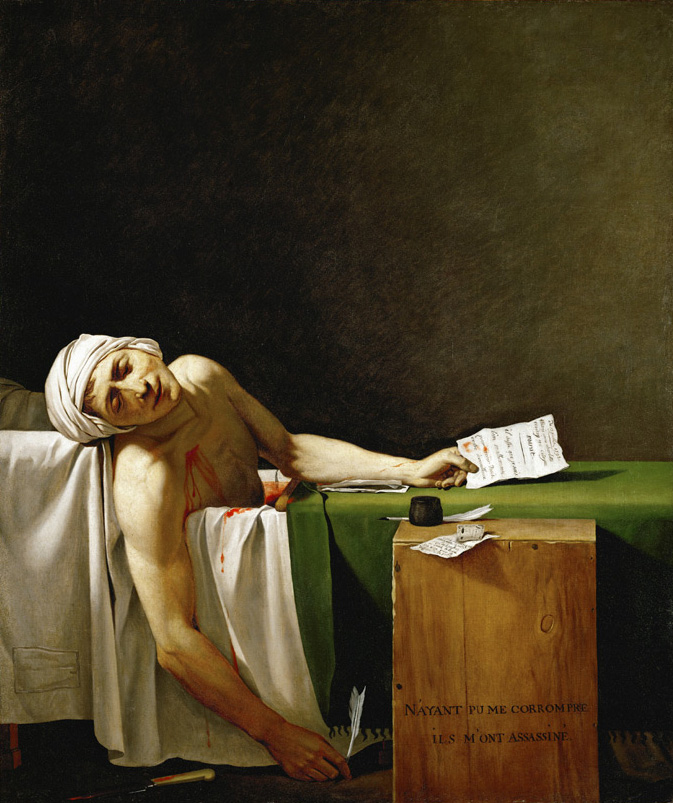
Marats död (1793).

Jacques-Louis David, franska: [ʒa.klwi da.vid], född 30 augusti 1748 i Paris, död 29 december 1825 i Bryssel, var en fransk målare och en av de ledande gestalterna inom nyklassicismen.

## Biografi
David skolades av Joseph Marie Vien i en rokokotradition i Bouchers anda. År 1774 vann han Prix de Rome, vilket gav honom möjlighet att under flera år uppehålla sig i Rom, där han studerade antikens skulptur samt verk av Rafael och Michelangelo, och frigjorde sig därmed från rokokons arv och knöt sig istället till klassicismen. Vid sin återkomst till Paris 1780 ställde han ut tavlan Den blinde Belisar. Med tavlan Andromache vid Hektors lik invaldes han 1783 i franska konstakademin. Efter att ha återvänt för andra gången till Rom målade han tavlan Horatiernas ed, som visades i Rom och Paris och genast erkändes som ett banbrytande verk. Färgerna är lysande och klara och teckningen fast, okonstlad och kraftfull. I motivet fanns ett budskap om en återgång från den nöjeslystna och sorgfria aristokratins förströelser till den romerska republikens traditionellt stränga etiska dygder. 
David var mycket inflytelserik i Frankrike under tiden från revolutionens början 1789 till Napoleon I:s fall 1815. Få män har utövat en sådan makt över sin egen tids konst och smak. Hans motiv — allegoriska, historiska och mytologiska — och hans sökande efter den ideala skönheten med utgångspunkt från den klassiska skulpturens förmenta lagbundenhet skulle bli kännetecknande för den akademiska konsten under 1800-talet. Han påverkade även svensk konst, vilket kan ses i Carl Jonas Love Almqvists tavla som visar en detalj ur Sabinskorna.
David hyllade revolutionens segrar, som Eden i Bollhuset, och lovprisade dess martyrer, till exempel i Marats död. I den ödesmättade Liktorerna hemför till Brutus hans söners lik återkommer temat med republikanska dygder. David var själv en deputerad medlem av nationalkonventet och ledde som sådan statens konstföretag och orsakade bland annat akademins upphävande 1793. Han fängslades tillfälligt efter Robespierres fall (1794). Från cellen målade han Utsikt över Luxembourgträdgården, ett litet mästerverk inom landskapsmåleriet, mycket romantiskt och varmt uttrycksfullt. Hans porträtt är långtifrån stränga, till exempel de av makarna Sériziat och den berömda skönheten Madame Récamier (1800).
David blev senare Napoleons skildrare framför alla andra och kejsarens hovmålare, med verk som Napoleon korsar Alperna (1800) och Napoleons kröning (1804), och i skapandet av empirstilen spelade hans verk en fundamental roll. Efter restaurationen måste David, som röstat för kungens avrättande, lämna Frankrike. Han slog sig ned i Bryssel, där han bodde fram till sin död, och fortsatte sin konstnärliga verksamhet, och därigenom fick stor betydelse även för belgiskt måleri.
Konstnären finns representerad på bland annat Louvren, Metropolitan Museum of Art, Kungliga museet för sköna konster i Bryssel, Österreichische Galerie Belvedere i Wien och Nationalmuseum i Stockholm.

## Målningar (urval)
- Den bilnde Belisar (1780)
- Andromache vid Hektors lik (1783)
- Horatiernas ed (1784)
- Sokrates död (1787)
- Paris och Helenas kärlek (1788)
- Liktorerna hemför till Brutus hans söners lik (1789)
- Porträtt av Madame Trudaine (1792)
- Marats död (1793)
- Sabinskorna (1799)
- Napoleon korsar Alperna (1800)
- Madame Récamier (1800)
- Påve Pius VII (1805)
- Napoleons kröning (1807)
- Örnarnas fördelande (1810)
- Leonidas vid Thermopyle (1814)
- Mars avväpnas av Venus (1824)